# بريتش ريل كلاس 801
بريتش ريل كلاس 801 (بالإنجليزية: British rail Class 801)‏ هو قطار كهربائي فائق السرعة موجود في بريطانيا صنع عن طريق شركة هيتاشي وبدأ أشتغاله في سنة 2019.